# Garnotia gracilis
Garnotia gracilis är en gräsart som beskrevs av Jason Richard Swallen. Garnotia gracilis ingår i släktet Garnotia och familjen gräs. Inga underarter finns listade i Catalogue of Life.